# جيرالد ألستون
جيرالد ألستون (بالإنجليزية: Gerald Alston)‏ هو مغني أمريكي، ولد في 8 نوفمبر 1951 في هندرسون في الولايات المتحدة.

## وصلات خارجية
- جيرالد ألستون على موقع IMDb (الإنجليزية)
- جيرالد ألستون على موقع ميوزك برينز (الإنجليزية)
- جيرالد ألستون على موقع ديسكوغز (الإنجليزية)